# Langenberg (Rothaargebirge)
Pour l’article homonyme, voir Langenberg.
Le Langenberg est, avec 843 m d'altitude, le point culminant du massif du Rothaargebirge et du Land de Rhénanie-du-Nord-Westphalie, dans le Nord-Ouest de l'Allemagne. Il se situe entre Niedersfeld, quartier de Winterberg dans l'arrondissement du Haut-Sauerland en Rhénanie-du-Nord-Westphalie et Willingen dans l'arrondissement de Waldeck-Frankenberg en Hesse.

## Géographie
Le Langenberg est situé à la frontière entre la Westphalie et le Nord de la Hesse, sur la ligne de démarcation du Hochsauerland et du Upland, avec le parc naturel de Diemelsee à l'est, entre Bruchhausen (Olsberg) au nord-nord-ouest, Willingen avec le village de Hoppern au nord-est et Niedersfeld (Winterberg) au sud-ouest. Selon la Deutsche Grundkarte, carte de référence allemande, son sommet se trouve en Westphalie, dans le district de Bruchhausen, à environ 10 m au sud-ouest de la frontière de l'État de Hesse.
Le Burbecke, affluent de la Ruhr, prend sa source sur le flanc sud-ouest du Langenberg et le Raken, affluent du Gierskoppbach, sur son flanc nord. À l'est, la montagne est longée en direction sud-nord par le cours supérieur du Hoppecke, dans lequel se jette un petit ruisseau venant de la vallée Der Keller au sud-est de la montagne.
Les montagnes voisines sont le Hoppernkopf (805 m) au nord, le Mittelsberg (801 m, au-delà du Hoppecke) à l'est, le Hegekopf (843 m, au-delà du Hoppecke) à l'est-sud-est, Hopperkopf (832 m) au sud-est, Clemensberg (environ 837 m) au sud-sud-ouest et Auf dem Sternrodt (789 m) à l'ouest.

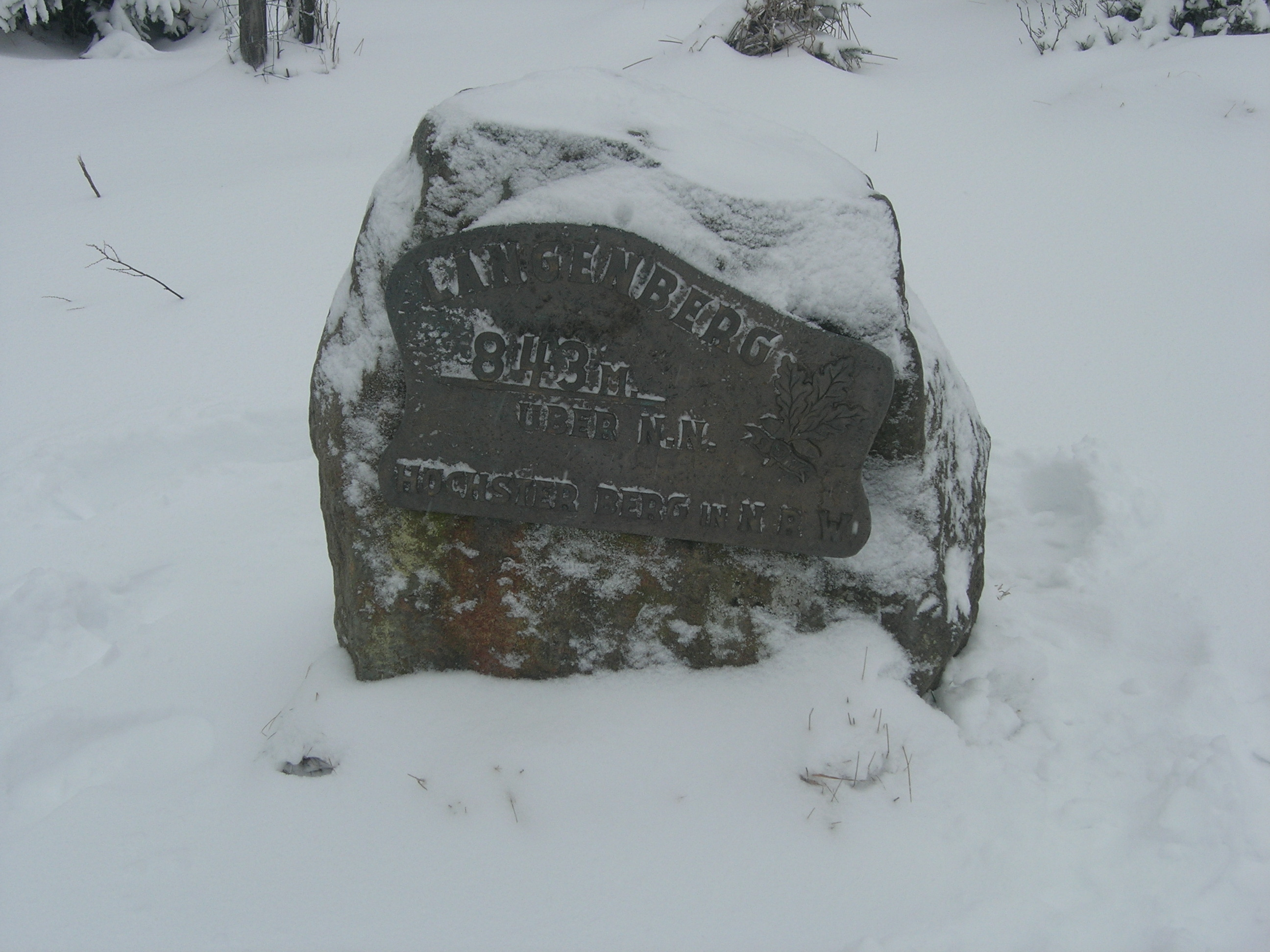
Pierre sommitale sur le Langenberg en hiver.

Avant le Hegekopf de 843 m, qui se trouve à 22 km à l'est-sud-est, entièrement sur le territoire de la Hesse du Nord, et avant le Kahler Asten de 842 m, qui s'élève à 12 km au sud-sud-ouest près de Winterberg, le Langenberg à 843 m est le plus haut sommet du Rothaargebirge ; le point accessible le plus élevé du Rothaargebirge, à 875 m, est la plate-forme panoramique du Hochheideturm sur l'Ettelsberg (838 m, situé à Willingen, Hesse).
À environ 12 m au sud-est du sommet de la montagne, qui est enregistré sur la carte de base allemande à une altitude de 843,2 m, se trouve une pierre de marquage à laquelle est fixée une plaque métallique portant l'inscription « Langenberg 843 m au-dessus du N.N. - plus haute montagne de la R.N.O. ». En outre, une croix sommitale en bois s'y trouve depuis 2010. À environ 15 m au sud-est du sommet et à environ 20 m au sud-ouest de la frontière du Land susmentionné se trouve un poste de triangulation du réseau principal de triangulation allemand à 843,1 m d'altitude.
Le Langenberg est faiblement boisé dans sa région sommitale en forme de dôme, où un paysage de lande s'étend à l'est, mais ailleurs, il est majoritairement fortement boisé.

## Protection environnementale
Le Langenberg et ses alentours immédiats sont situés en Westphalie.
Les réserves naturelles Rakenbachtal (classée en 2001, 38 ha) au nord, Hoppecke-Quellbach (2008, 17 ha) au sud-est et au sud, Erlenbruch (2001, 2 ha) au sud, Burbecketal (2008, 10 ha) au sud-ouest, Olsberg (2004, 80 km2) et la zone de protection du paysage de la ville de Winterberg (1994, 75 km2) se trouvent également en Westphalie.
À l'est, le paysage descend vers la zone Directive habitats de Hesse Ettelsberg avec les vallées de Ruthenaar et Hoppeck près de Willingen (1 km2) et au sud-ouest vers la zone Natura 2000 westphalienne Schluchtwälder nördlich Niedersfeld (2 km2),,.

## Voies de transport et randonnées

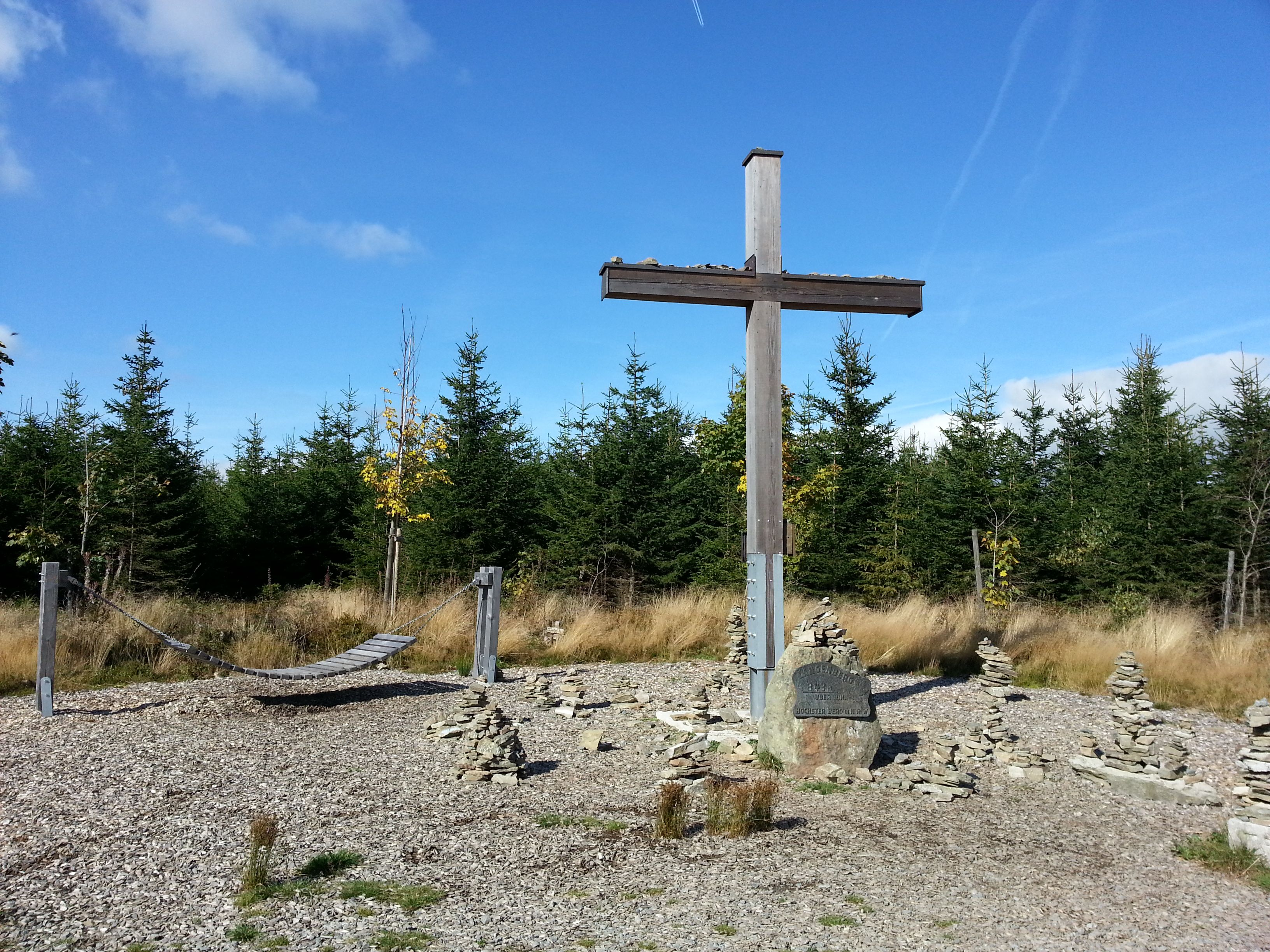
Croix sommitale, érigée en 2010

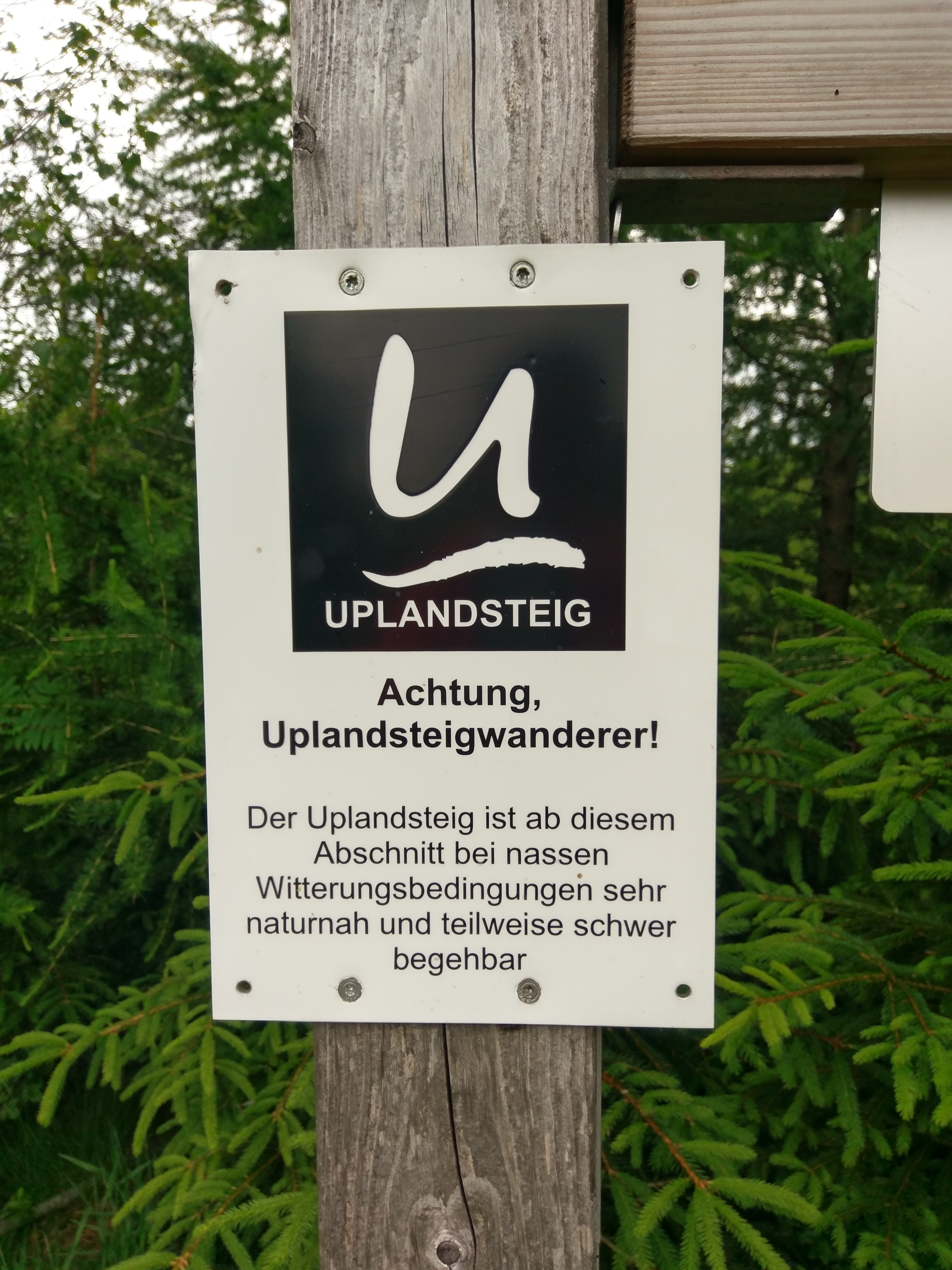
Balisage de l'Uplandsteig, un sentier de randonnée en boucle de 64 kilomètres dans le nord de la Hesse.

La Bundesstraße 480 traverse la vallée de la Ruhr à l'ouest du Langenberg dans la section Niedersfeld-Wiemeringhausen, et la Bundesstraße 251 traverse Willingen à l'est dans les vallées de la Hoppecke et de l'Itter. Aucune route ne mène au sommet de la montagne. Les voies de desserte locales bifurquent des routes fédérales précédemment citées à Niedersfeld et Hoppern.
Au sud de la montagne se trouvent les carrefours Oberer Burbecker Platz et Unterer Burbecker Platz. À quelques mètres à l'est, après le sommet, les sentiers Rothaarsteig et Uplandsteig se rejoignent dans une section commune en direction nord-sud, en passant devant une borne frontière. Le Winterberger Hochtour mène au-dessus des deux carrefours. Le sentier européen E1 traverse la vallée de Hoppecke à l'est.